# (14806) 1981 EV25
A (14806) 1981 EV25 a Naprendszer kisbolygóövében található aszteroida. Schelte J. Bus fedezte fel 1981. március 2-án.